# 山形県立東根工業高等学校
山形県立東根工業高等学校（やまがたけんりつ ひがしねこうぎょうこうとうがっこう、Yamagata Prefectural Higashine Technical High School）とは、かつて山形県東根市中央西一丁目にあった県立高等学校。略称「東工」「ねっこう」。
県立高等学校の再編により、2014年（平成26年）3月に閉校した。

## 概要
歴史
1948年（昭和23年）の学制改革により新制高等学校として発足。当初は普通科・農業科・家庭科を有する定時制の高校であったが、徐々に工業に関する学科が設置されていき、1962年（昭和37年）に現校名の「山形県立東根工業高等学校」となった。2013年（平成25年）に創立65周年を迎えた。
2014年（平成26年）に村山市の山形県立村山農業高等学校の校地に山形県立村山産業高等学校を新説し、村山農業高校と統合。2012年（平成24年）4月と2013年（平成25年）4月に入学した在校生は転籍して、新設の村山産業高校の2・3年生となり閉校。
閉校後、東根工業高等学校の現校地は2016年（平成28年）開校の東根中高一貫校校地の一部に使用されることとなっている。また、跡地には東根市中央運動公園が整備された。
設置課程・学科
全日制課程 3学科
- 機械システム科
- 電子システム科
- プロダクトデザイン科

校是
「至誠創造」
校章
開校年である1948年（昭和23年）9月1日に初代校長事務取扱の藤本周一教諭によって制定された。高山植物のトガクシショウマを図案化したもので、「高」などの文字は入っていない。
校歌
作詞は高山政夫、作曲は井上定吉による。歌詞は3番まであり、3番に校名の東里が登場する。また1番に校章のもととなった「トガクシショウマ」が登場する。

## 沿革
- 1948年（昭和23年）
  - 4月1日 - 学制改革により、「山形県立東根高等学校」が開校。定時制3課程（普通・農業・家庭）を設置し、修業年限をそれぞれ4年とする。
  - 9月1日 - 校章を制定。
- 1954年（昭和29年）- 校歌を制定。
- 1956年（昭和31年）4月1日 - 通常制（全日制）普通課程を設置。
- 1957年（昭和32年）4月1日 - 通常制（全日制）工業課程 機械科を設置。
- 1958年（昭和33年）4月1日 - 通常制（全日制）工業課程 電気通信科を設置。
- 1960年（昭和35年）4月1日 - 通常制（全日制）工業課程 自動車科を設置。
- 1961年（昭和36年）4月1日 - 通常制（全日制）家庭課程を設置。
- 1962年（昭和37年）4月1日 - 「山形県立東根工業高等学校」に改称。通常制普通課程の募集を停止。
- 1963年（昭和38年）4月1日 - 通常制を全日制課程、定時制を定時制課程に改称。全日制課程 電気科を設置。電気通信科を電子科に、家庭課程を家政科に改称。
- 1973年（昭和48年）- 機械・自動車・電気各科実習棟を増築。
- 1979年（昭和54年）- 東工会館（同窓会館）が完成。
- 1980年（昭和55年）- 管理棟と家政科棟が完成。
- 1988年（昭和63年）
  - 4月1日 - 学科改編により、機械・電気・電子・家政科の募集を停止し、機械システム科・電子制御科・家政科学科を設置。
  - この年 - 創立40周年を記念して体育館が完成。
- 1998年（平成10年）- 創立50周年を記念して部室棟が完成。
- 1999年（平成11年）4月1日 - 学科改編により、機械システム科・自動車工学科・電子工学科・デザイン工学科・生活クリエイト科の5学科体制となる。
- 2006年（平成18年）4月1日 - 学科改編により、機械システム科・総合技術科（自動車専攻・デザイン工学専攻）・電子システム科、生活クリエイト科4学科体制となる。
- 2008年（平成20年）- 創立60周年記念式典を挙行。
- 2012年（平成24年）4月1日 - 総合技術科と生活クリエイト科の募集を停止し、プロダクトデザイン科を新設。
- 2013年（平成25年）11月23日 - 創立65周年式典および閉校式典を挙行。
- 2014年（平成26年）3月31日 - 閉校。1・2年生は新設の山形県立村山産業高等学校に転学し、その2・3年生となる。

## 部活動
運動部
ハンドボール部が強豪として知られ、男女ともインターハイを始めとする全国大会に出場していた。
- 野球部
- ハンドボール部（男・女）
- 男子バスケットボール部
- バレーボール部（男・女）
- バドミントン部
- 卓球部
- サッカー部
- テニス部
- 陸上競技部
- 山岳部（特別同好会）
- 剣道部（特別同好会）

文化部
工業高校ならではの特色を生かし様々なコンテストに積極的に参加して、優れた実績を残した。
- 演劇・放送部
- 美術･工芸部
- 吹奏楽部
- 写真･新聞部
- 茶華道部
- 製作・発明部
  - 機械システム班
  - 自動車班
  - 電子班
  - デザイン班
  - 生活クリエイト班
- ボランティア愛好会

## 交通アクセス
最寄りの鉄道駅
- JR東日本 山形新幹線・山形線 「さくらんぼ東根駅」より徒歩15分

## 著名な出身者
- 武田享 - ハンドボール選手
- 本間朋晃‐プロレスラー